# Траун (приток Альца)
Траун (нем. Traun) — река в Германии, протекает по району Траунштайн в Верхней Баварии (земля Бавария). Правый приток Альца. Речной индекс 1848.
Траун образуется севернее Зигсдорфа в результате слияния двух рек: Вайсе-Трауна (Weiße Traun) и Роте-Трауна (Rote Traun).
В окрестностях Альтенмаркт-ан-дер-Альца Траун впадает в Альц. Высота истока 596 м. Высота устья 487 м.
В некоторых источниках характеристики Трауна даются совместно с Вайсе-Трауном и его притоком Фишбахом (Fischbach). Их общая длина в этом случае составляет 54,46 км, а площадь бассейна 380,21 км².